# شاتو دو مون‌رون

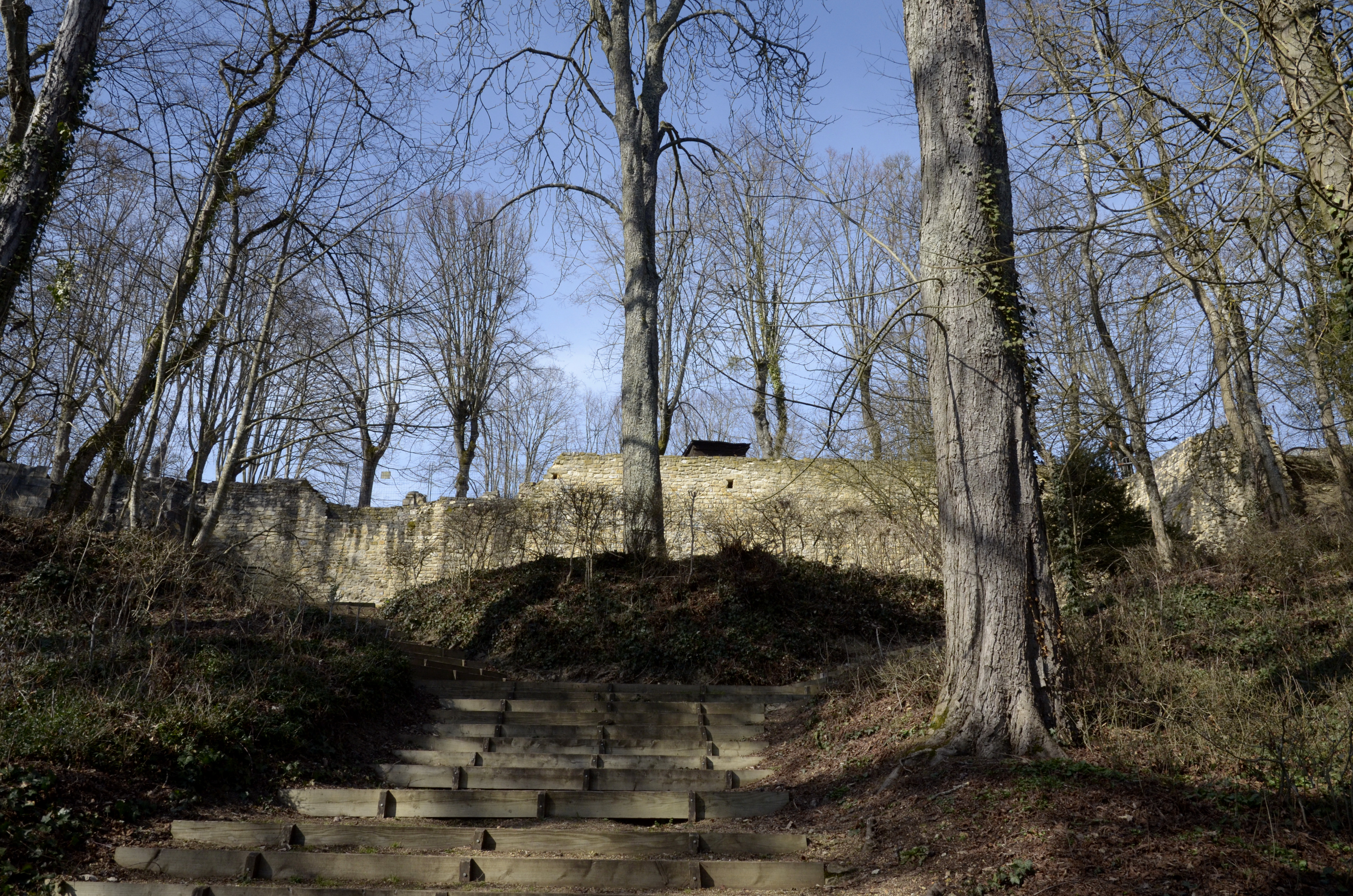

شاتو دو مون‌رون (انگلیسی: Château de Montrond)یک قلعه در کمون شر (فرانسه) می باشد. این دژ در قرن سیزدهم میلادی ساخته شد.